# Impuls (Band)
Impuls (Eigenschreibweise ImPuls) ist eine deutschsprachige Band aus Tuttlingen, die sich dem Alternative Rock zurechnet.
In der Musik der Band finden sich auch Einflüsse aus anderen Stilrichtungen wie z. B. dem Punkrock oder der Popmusik. Der Name beinhaltet in seiner Schreibweise eine Doppeldeutigkeit. Er steht sowohl für das Substantiv Impuls als auch für „im Puls“, was als Anspielung auf die Redensart „Musik im Blut“ gedacht ist.

## Geschichte
Die Band wurde 2013 gegründet und ging aus der ehemaligen Band Stereogain hervor, die 2003 von Markus Lehmann und Heiko Merz unter dem Namen Zeitgeist gegründet wurde und ab 2010 Stereogain hieß.
Nachdem Frontmann Crischa Wagner im Januar 2013 seinen Ausstieg aus der Band bekanntgab, übernahm Sebastian Rist dessen Rolle. Gleichzeitig ersetzte Michael Urso am Bass dessen Vorgänger Guillaume Riberaud.
Ende 2017 verließ Schlagzeuger Daniel Koch die Band. Dessen Rolle übernahm Tobias Schutzbach.
Bereits als Stereogain hatte die Band zwei Studioalben veröffentlicht und einen Auftritt auf dem Montreux Jazz Festival (2012).
Mit der Veröffentlichung des ersten Studioalbums „Ration Rock“ unter dem Namen ImPuls wurde im Jahr 2015 für die Single „Wenn ich weiß wer ich bin“ das erste offizielle Musikvideo der Band veröffentlicht. Das Album wurde in den Werkall-Studios, Ulm von Daniel Konold produziert. Für die Produktion des Musikvideos zeichnete Oliver Braun von Buzz Medialabs in Bad Saulgau verantwortlich.
Im selben Jahr gewann die Band den Musikwettbewerb „Die Stimme des CSD“. Bei diesem Anlass half der zukünftige Schlagzeuger Tobias Schutzbach aus.
Im Januar 2018 folgte das zweite Studioalbum „Polarock“, das ebenfalls in den Werkall-Studios in Ulm aufgenommen wurde. Für die Single „Was immer“ wurde ein weiteres Musikvideo von Buzz Medialabs produziert.
Die Single „Das schönste Lied der Welt“ aus dem ersten Studioalbum wurde in der Kategorie „Bester Rocksong“ mit dem 34. Deutschen Rock und Pop Preis 2016 ausgezeichnet und Ende 2018 erneut als Single in einem gekürzten Radio-Edit veröffentlicht. Für diesen Titel wurde im Januar 2019 ein weiteres Musikvideo veröffentlicht.
Die Single erreichte in den Downloadcharts des Streaminganbieters Amazon in der Kategorie „Neuerscheinungen Alternative & Indie“ im Dezember 2018 Platz 3. In einem TV-Interview der Sendung „Vollwert - Kreative Köpfe aus Kunst und Kultur“ spielte die Band im Dezember 2018 eine unplugged Version der Single in den Mellowave-Studios in Waiblingen ein.
Im Juni 2020 veröffentlichte die Band ihre Single "Helden unserer Zeit". Das dazugehörige Video wurde auf dem Gelände des Southside Festivals in Neuhausen ob Eck gedreht. Das Video wurde an dem Tag veröffentlicht, an dem das Festival normalerweise stattgefunden hätte, aber aufgrund der Corona Padenmie abgesagt wurde.

## Diskografie
Alben
- 2015: Ration Rock (7us)
- 2018: PolaRock (7us)

Singles
- 2015: Wenn ich weiß wer ich bin (7us)
- 2017: Was immer (7us)
- 2018: Das schönste Lied der Welt (7us)

## Auszeichnungen
- 2015: Stimme des CSD Ulm
- 2016: Deutscher Rock & Pop Preis für Das schönste Lied der Welt (Kategorie bester Rocksong)